# Pere Marcet i Salom
Pere Marcet i Salom (Terrassa, 1945) és un educador estudiós de la filologia catalana.

## Biografia
Es llicencià en dret, economia i en filologia catalana. Ha dedicat la seva vida a la docència i a la investigació. Ha treballat de professor de català en diverses institucions: a l'Institut de Ciències de l'Educació de la Universitat de Barcelona (1977-1988), al Col·legi Casp (1979-2009), professor a la Divisió dels Centres Universitaris del Camp de Tarragona de l'assignatura de Literatura catalana medieval III, etc.
A més de l'activitat docent ha estat membre de la Junta Permanent de Català, Jurat dels Premis Baldiri Reixac; ha participat en innombrables col·loquis, jornades i taules rodones; ha donat conferències en tot l'àmbit dels Països Catalans sobre història de la llengua, i ha obtingut els premis: M. Sanchis Guarner a la unitat de la llengua (1988), el Premi d'investigació d'Enciclopèdia Catalana (1991) i el Premi de la Crítica de "Serra d'Or" (1999).
Després de dedicar bona part de la seva vida a la investigació que va culminar l'any 1998 amb la publicació d'Història de la lingüística catalana (1775-1900), una obra momunental escrita conjuntament amb Joan Solà, en l'elaboració de la qual va treballar 24 anys, que ha rebut tota mena d'elogis de la crítica especialitzada de tot el món. Pere Marcet s'ha endinsat en el món de la ficció amb la novel·la Per companyia, el silenci.